# Caylloma (distrito)
O Distrito peruano de Caylloma é um dos vinte distritos que formam a Província de Caylloma, situada no Departamento de Arequipa, pertencente a Região Arequipa, Peru.

## Transporte
O distrito de Caylloma é servido pela seguinte rodovia:
- AR-112, que liga o distrito à cidade de Callalli [1][2][3]